# Девети живот
Девети живот је пети албум београдског музичког састава Канда, Коџа и Небојша, издат 15. октобра 2008. године у издавачкој кући ПГП РТС.
Оливер Нектаријевић је у интервјуу рекао да је он желео да се албум зове „Провиђења,“ али су ипак одлучили да се зове „Девети живот.“
Овај албум изгласан је за најбољи албум издат у Србији 2008. године, и у избору критичарâ и у избору посетилаца интернет-магазина „Попбокс“.

## Списак песама
1. Нитро (6:41)
2. Овде и сада (3:53)
3. Црвени коњи (4:11)
4. Светла (4:00)
5. Џо Страмере (4:49)
6. Одлазак (1:50)
7. Године ћутања (5:46)
8. Прекиди стварности (4:11)
9. Девети живот (3:19)
10. Чај (3:42)